# سفارة ماليزيا في السويد
سفارة ماليزيا في السويد هي أرفع تمثيل دبلوماسي لدولة ماليزيا لدى السويد. تقع السفارة في ستوكهولم وهي تهدف لتعزيز المصالح الماليزية في السويد.

## وصلات خارجية
- قائمة سفارات ماليزيا
- قائمة السفارات في السويد